# جو لیبرمن
جو لیبرمن (به انگلیسی: Joe Lieberman)(۲۴ فوریه ۱۹۴۲ – ۲۷ مارس ۲۰۲۴) سیاستمدار آمریکایی و نامزد حزب دموکرات برای معاونت ریاست‌جمهوری در انتخابات ریاست‌جمهوری سال ۲۰۰۰ بود. گور و لیبرمن از لحاظ رأی مستقیم مردم در این انتخابات با اختلاف ۵۰۰٬۰۰۰ رأی پیروز شدند ولی مجمع گزینندگان را به جرج دابلیو. بوش / دیک چینی جمهوری‌خواه با اختلاف ۲۷۱–۲۶۶ باختند. دیوان عالی ایالات متحده آمریکا شکایت از پرونده را فیصله داد و عملاً جرج بوش به ریاست‌جمهوری رسید. لیبرمن برای کسب نامزدی حزب دموکرات در انتخابات ریاست‌جمهوری آمریکا در سال ۲۰۰۴ رقابت کرد که ناکام ماند.
لیبرمن در سال ۲۰۰۶ در کسب نامزدی حزب دموکرات برای انتخاب مجدد در سنا در انتخابات مقدماتی ناکام ماند ولی در انتخابات سراسری به عنوان نامزد حزب سوم کنتیکت پیروز شد.
نام لیبرمن در دوره‌های ۱۱۰ و ۱۱۱ام کنگره به عنوان یک دموکرات مستقل ثبت شده بود و او همچنین عضو کاکس (فراکسیون) دموکرات بود اما پس از سخنرانی در کنسواسیون ملی جمهوری‌خواهان در سال ۲۰۰۸ که او در آن از جان مک‌کین برای ریاست‌جمهوری حمایت کرد، دیگر در جلسات رهبری فراکسیون حزب دموکرات شرکت نکرد. پس از ملاقاتی با دموکرات‌ها، لیبرمن اعلام کرد بار دیگر در نشست‌های دموکرات‌ها شرکت خواهد کرد. لیبرمن در انتخابات ریاست‌جمهور آمریکا سال ۲۰۱۶ از هیلاری کلینتون حمایت کرد.
سناتور لیبرمن، هرچند رسماً به حزب دموکرات ایالات متحده آمریکا وابسته بود اما به محافظه‌کاری در امور سیاست خارجی شهرت دارد.
جو لیبرمن ۲۷ مارس ۲۰۲۴، در سن ۸۲ سالگی درگذشت.